# اتاق دروازه

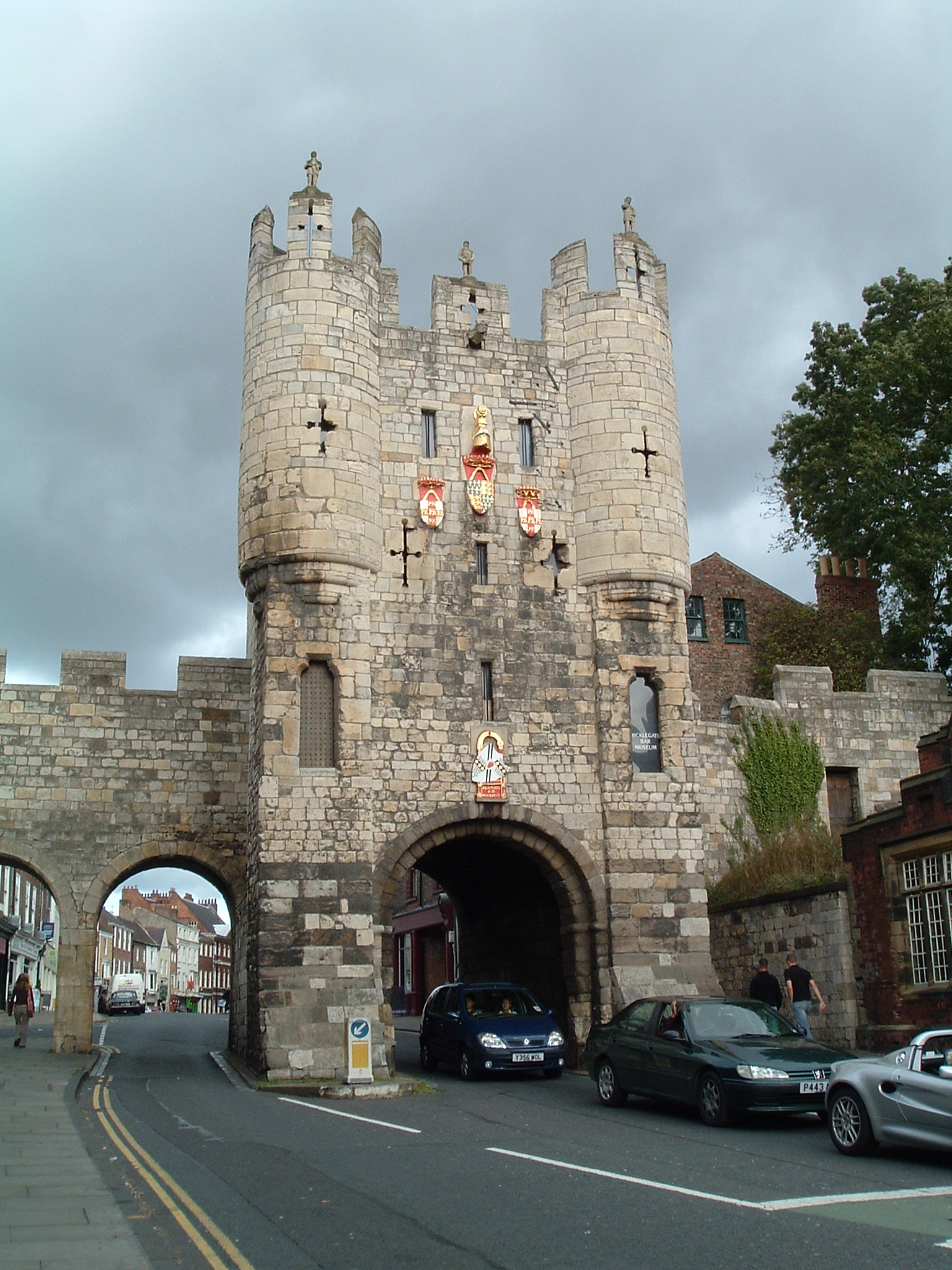
ورودی شرقی به یورک، در مایکلگیت بار

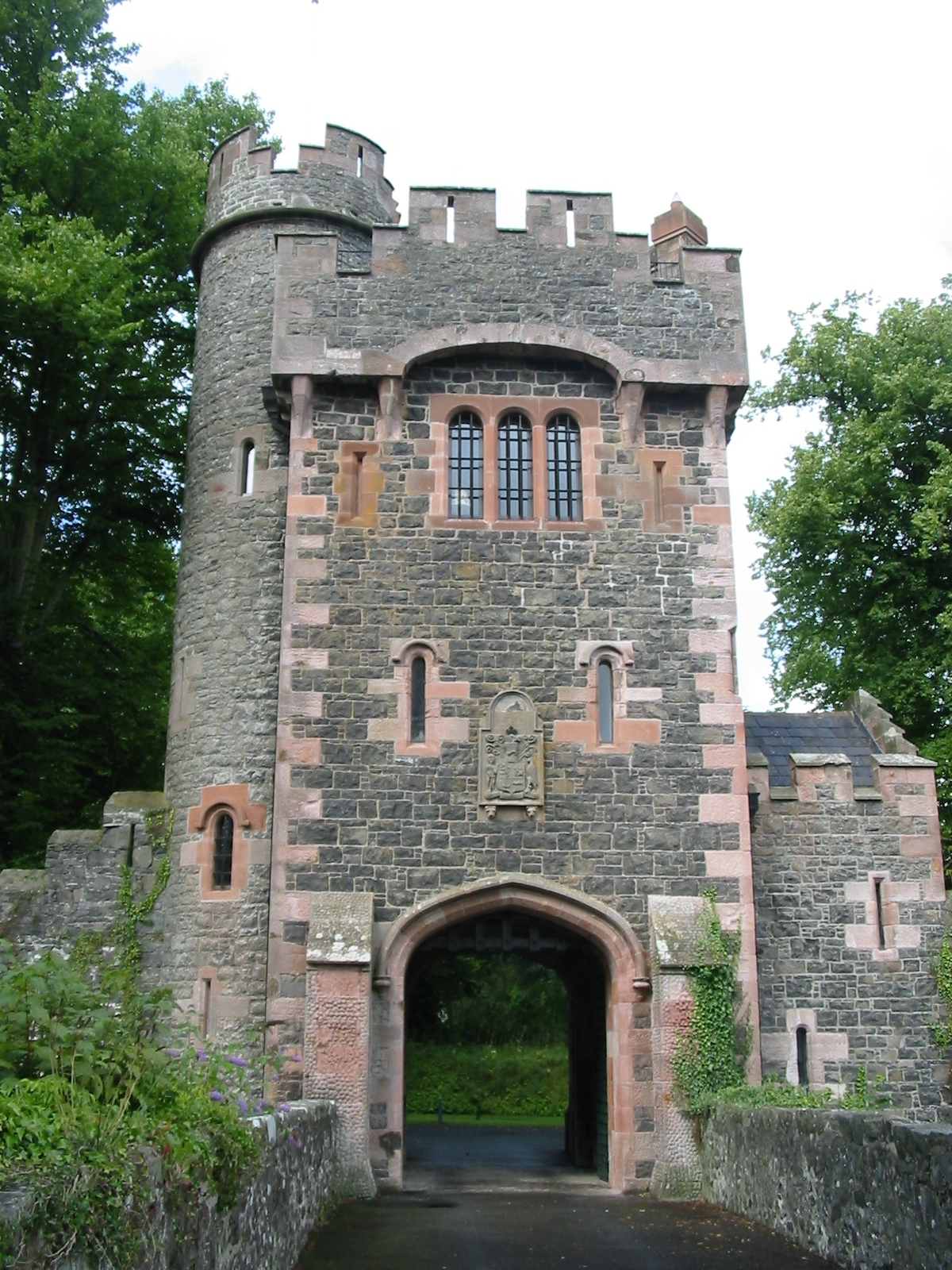
ورودی دانشگاه منچستر، ساخته شده در سال ۱۹۰۲

اتاق دروازه‌بان، در اصطلاح سازه‌ای است که دروازهٔ یک دژ، خانه مانور، استحکامات، شهر یا سازه‌های مهم مشابه را احاطه و همراهی می‌کند.